# История Церкви
История Церкви — академическая дисциплина, которая изучает историю христианства и пути развития церкви с момента её основания. Является субдисциплиной истории и богословия. В сферу её изучения входят история догматов и богословия, а также аспекты социального, экономического и церковного-политического развития церквей. Также широки возможности изучения конфессионального разнообразия: православие, католицизм, протестантизм, древневосточные (нехалкидонские) церкви, различные сектантские группы, то есть все исторически сформировавшиеся институты, претендующие на имя христианской Церкви.
Появлению церковной исторической дисциплины в Западной Европе способствовала Реформация в XVI веке. Элементы изучения церковной истории в России были включены в учебные планы Славяно-греко-латинской академии возможно только в начале XVIII века. Об этом говорит тот факт, что ректор академии архимандрит Палладий (Роговский) перевел с греческого, видимо для учебных нужд, «Церковную историю» Никифора Каллиста Ксанфопула. Однако для школьного богословия того времени не был характерен церковно-исторический подход. Согласно Духовному регламенту 1721 года церковную историю преподавать в грамматическом, а не в богословском классе (вкупе с географией). История Церкви в качестве особой дисциплины появилась в Славяно-греко-латинской академии и Троицкой Лаврской семинарии в 1766 году при содействии митрополита Московского Платона (Левшина). Однако предмет был скорее факультативным, рассчитанный на студентов старших курсов богословского и философского классов. В конце 1780-х церковная история была введена в учебный курс некоторых семинарий, а в 1798 году она была включена в богословский класс духовных академий.
Университетским уставов 1804 года в составе отделения нравственных и политических наук были введены кафедра догматического и нравоучительного богословия, а также кафедра толкования Священного Писания и церковной истории. Однако университеты не имели в своём штате специалистов-богословов, поэтому на протяжении нескольких лет эти кафедры существовали лишь фиктивно. В Московском университете преподавать историю церкви начал в 1810 году Михаил Снегирёв, а в других университетах богословские кафедры были замещены только в 1819 году.
После реформы духовного образования 1808—1814 годов, в результате которых духовные академии получили статус высших школ, церковная история была заявлена одной из важнейших дисциплин. Университетский устав 1835 года вводил обязательное преподавание на всех факультетах церковной истории, состоявшей из истории православной церкви и, при необходимости, истории католической церкви. В 1841 году в Киевской духовной академии, а впоследствии и в остальных академиях, появились исторические кафедры церковной истории. В 1863 году в Московском университете появилась кафедра истории Церкви, просуществовавшая до 1917 года. В 2007 году дисциплина «История Церкви» была вновь включена в учебный курс исторического факультета Московского государственного университета с созданием специализированной кафедры.